# Nomes lorianus
Nomes lorianus is een insect uit de familie van de mierenleeuwen (Myrmeleontidae), die tot de orde netvleugeligen (Neuroptera) behoort. 
Nomes lorianus is voor het eerst wetenschappelijk beschreven door Navás in 1914.